# Batrachoseps pacificus
Batrachoseps pacificus е вид земноводно от семейство Plethodontidae. Видът не е застрашен от изчезване.

## Разпространение и местообитание
Разпространен е в САЩ.
Обитава райони с умерен климат, гористи местности, ливади, храсталаци, крайбрежия и плажове.

## Описание
Популацията на вида е стабилна.